# Lista de reis de Cartago
Esta é uma lista dos reis de Cartago de 814 a.C. até 308 a.C., quando a figura do rei foi oficialmente extinta.

## Monarquia

### Didóicos
- Dido 814-c.760 a.C. -rainha
- Desconhecidos
- Malco c.560-c.532 a.C

### Magônidas
- Magôn I c.532-c.500 a.C.
- Asdrúbal I c.500-c.485 a.C.
- Amílcar I c.485-480 a.C.( regente militar )

## República
Em 480 a.C., após a morte de Amílcar I, o Rei perdeu quase todo seu poder para um aristocrático Conselho dos Anciãos. Em 308 a.C., Bomílcar tentou um golpe para restaurar o poder total ao monarca, mas fracassou. O fato levou Cartago a se tornar uma república.

### Magônidas
- Hanão II 480-440 a.C.
- Himilco I (na Sicília) 460-410 a.C.
- Aníbal I, Aníbal Barca 440-406 a.C.
- Himilco II 406-396 a.C.
- Magão II 396-375 a.C.
- Magão III 375-344
- Hanão III 344-340

### Hanóicos
- Hanão, o Grande 340-337 a.C.
- Giscão 337-330 a.C.
- Amílcar II 330-309 a.C.
- Bomílcar 309-308 a.C.